# 1777
- Wikisource

| Calendário gregoriano                                                        | 1777 MDCCLXXVII                     |
| Ab urbe condita                                                              | 2530                                |
| Calendário arménio                                                           | 1226 – 1227                         |
| Calendário bahá'í                                                            | -67 – -66                           |
| Calendário budista                                                           | 2321                                |
| Calendário chinês                                                            | 4473 – 4474 Início a 8 de fevereiro |
| Calendário copta                                                             | 1493 – 1494                         |
| Calendário etíope                                                            | 1769 – 1770                         |
| Calendários hindus - Vikram Samvat - Calendário nacional indiano - Cáli Iuga | 1832 – 1833 1698 – 1699 4877 – 4878 |
| Calendário Holoceno                                                          | 11777                               |
| Calendário islâmico                                                          | 1191 – 1192                         |
| Calendário judaico                                                           | 5537 – 5538                         |
| Calendário persa                                                             | 1155 – 1156                         |
| Calendário rúnico                                                            | 2027                                |
| Calendário solar tailandês                                                   | 2320                                |

1777 (MDCCLXXVII, na numeração romana) foi um ano comum do século XVIII do actual Calendário Gregoriano, da Era de Cristo, e a sua letra dominical foi E (52 semanas), teve início a uma quarta-feira e terminou também a uma quarta-feira.
| Ano completo                        |
| ----------------------------------- |
| Ano comum com início à quarta-feira |

## Eventos
- Ano de criação do Torpedo.
- Segunda edição da Encyclopaedia Britannica.
- A Espanha chegou a um acordo com Portugal, assinado o Tratado de Santo Ildefonso. Os espanhóis obtinham o território de Sete Povos das Missões e da Colônia de Sacramento e devolviam a Portugal algumas terras que haviam ocupado no atual Rio Grande do Sul.

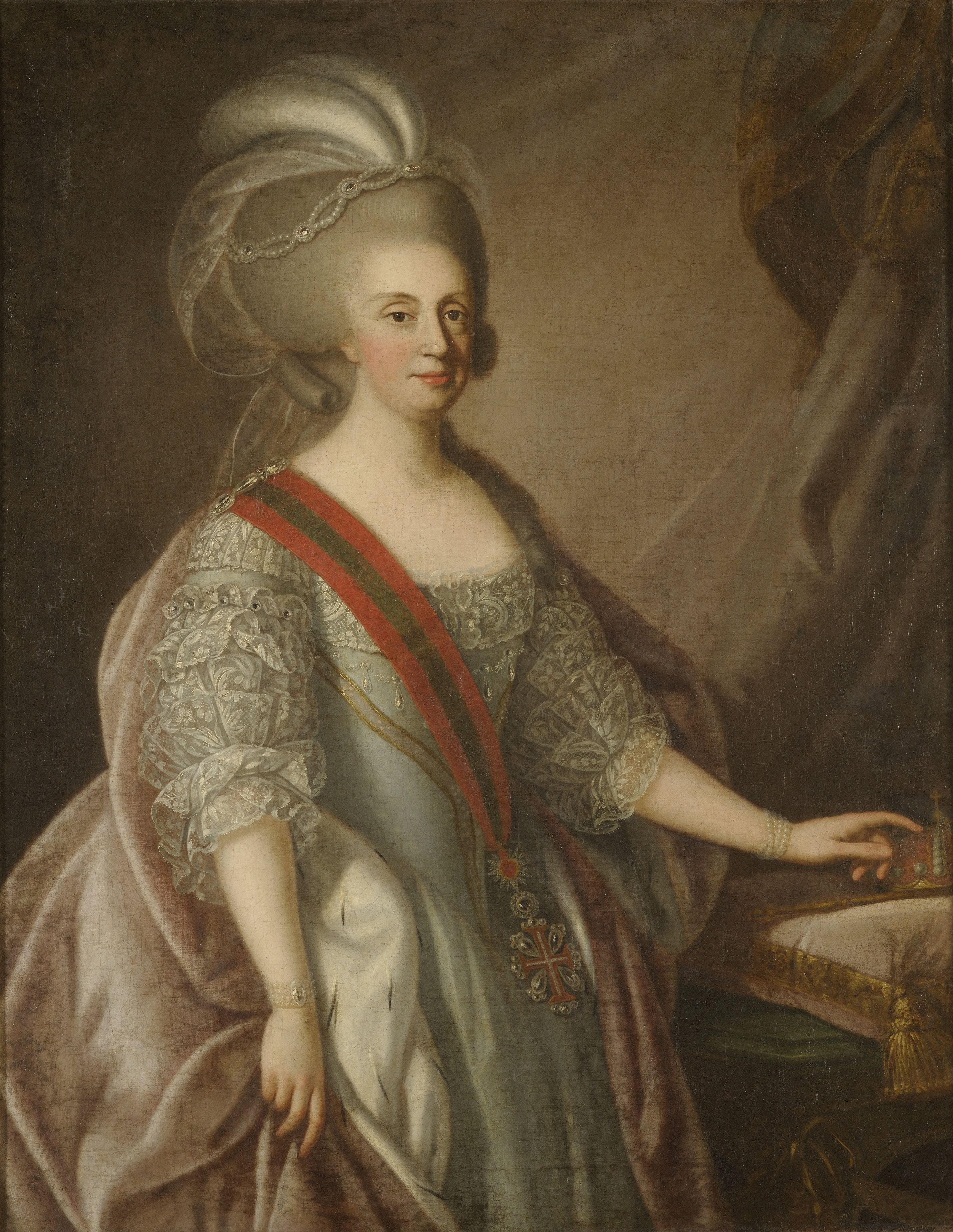
Dona Maria I sucede a seu pai como rainha de Portugal. Retrato atribuído a Giuseppe Troni. Palácio Real de Queluz.

## Janeiro
- 3 de janeiro - George Washington derrota as tropas ingleses na Batalha de Princeton.

## Março
- 4 de março - D. Maria I, sucessora de D. José I no trono de Portugal, afasta do poder o marquês de Pombal.

## Abril
- O marquês de La Fayette chega aos Estados Unidos com o seu grupo de voluntários franceses.

## Maio
- 13 de maio - Cerimónia pública de aclamação de D. Maria I, do seu "Levantamento" ao Trono de Portugal, com a leitura do discurso do desembargador Dr. José Ricalde Pereira de Castro.

## Junho
- 14 de junho - O Congresso adopta a actual bandeira como símbolo dos Estados Unidos.

## Setembro
- 19 de setembro - Tem lugar a primeira das duas Batalhas de Saratoga, que marcam um ponto de viragem na Guerra da Independência dos Estados Unidos. A segunda batalha acontece no dia 7 de outubro.

## Outubro
- 1 de outubro - A Espanha chegou a um acordo com Portugal, assinando o Tratado de Santo Ildefonso.
- 17 de outubro - O exército britânico rende-se ao general Horatio Gates, na sequência das Batalhas de Saratoga.

## Novembro
- 15 de novembro - Depois de 16 meses de debate, o Congresso Continental aprova os Artigos da Confederação na temporária capital localizada em York, na Pensilvânia. Entre outras diretrizes esse artigo oficializa o nome da Confederação em Os Estados Unidos da América.

## Dezembro
- 30 de dezembro - Com a morte de Maximiliano III, a Baviera fica sob a soberania de Carlos Teodoro, príncipe-eleitor do Palatinado.

## Nascimentos
- 30 de Abril - Carl Friedrich Gauss, matemático, astrónomo e físico alemão (m. 1855).
- 23 de Julho - Philipp Otto Runge, pintor romântico alemão (m. 1810).
- 14 de Agosto - Francisco I das Duas Sicílias, rei das Duas Sicílias. (m. 1830).
- 9 de Outubro - São Gaspar Luiz Dionísio Bertoni, Padre em Verona-Itália,  Fundador da Ordem dos Estigmatinos (m. 1853).
- 11 de Outubro - Casimir Pierre Périer, político francês (m. 1832).
- 23 de Dezembro - Imperador Alexandre I da Rússia. (m. 1825).

## Mortes
- 10 de Janeiro — Spranger Barry, ator irlandês (n. 1719).
- 31 de Janeiro — Manuel Álvares, pedagogo português (n. 1739).
- 24 de Fevereiro — Rei José I de Portugal. (n. 1714).
- 1 de Março — Georg Christoph Wagenseil, compositor austríaco (n. 1715).
- 22 de Setembro — John Bartram, botânico norte-americano (n. 1699).
- 25 de Setembro — Johann Heinrich Lambert, matemático alemão (n. 1728).
- 26 de Dezembro — Dolly Pentreath, das últimas falantes nativas do córnico (n.1692).
- 30 de dezembro — Maximiliano III, príncipe-eleitor e duque da Baviera (n. 1727).

## Por tema
- 1777 na ciência
- 1777 na literatura